# Rick y Morty: el anime
Rick y Morty: el anime (en inglés: Rick and Morty: The Anime) es una comedia de situación animada de ciencia ficción desarrollada por Takashi Sano, basada en la original (creada por Justin Roiland y Dan Harmon), producida por Studio Deen, Sola Entertainment y Telecom Animation Film para el canal  Adult Swim, que la estrenó el 15 de agosto de 2024 y que se sintoniza en Latinoamérica y España a través del servicio de streaming Max.
La serie sigue las desventuras del científico, Rick Sánchez, y su fácilmente influenciable nieto, Morty, quienes pasan el tiempo entre la vida doméstica y los Viajes espaciales e intergalácticos. El cast de voces en inglés incluye a Joe Daniels como Rick y Jerry, Gabriel Regojo como Morty, Dona Bella Litton como Summer, Patricia Duran como Beth.

## Doblaje
| Personaje    | Actor         | Actor              | Actor                |
| Personaje    | Seiyū         | Doblaje inglés     | Doblaje español      |
| ------------ | ------------- | ------------------ | -------------------- |
| Rick Sánchez | Yōhei Tadano  | Joe Daniels        | Gerardo Reyero       |
| Morty Smith  | Keisuke Chiba | Gabriel Regojo     | Miguel Ángel Leal    |
| Summer Smith | Akiha Matsui  | Donna Bella Litton | Constanza de la Rosa |
| Beth Smith   | Jun Irie      | Patricia Duran     | Elena Díaz Toledo    |
| Jerry Smith  | Manabu Muraji | Joe Daniels        | Héctor Indriago      |
| Elle         | Hitomi Sasaki | Shawn Hamilton     | Abigaly Claro        |

Con las voces adicionales en japonés de Hitomi Sasaki como Elle, Toshinari Fukamachi como Frank, Manabu Muraji como AI Driver y Hologram Transvestite, Yuki Minami como Hologram Girl, Misa Ishii como Jessica y Hinata Tadokoro, Daiki Kobayashi, Hodaka Mieno, Nanami Yamashita y Kazuya Saji como Future Beings.

## Producción

### Cortometrajes
Un cortometraje de seis minutos titulado Samurai & Shogun se emitió sin previo aviso en el bloque de programación Toonami de Adult Swim el 29 de marzo de 2020, durante el paréntesis de la cuarta temporada de Rick y Morty, antes de ser subido al canal de YouTube de Adult Swim al día siguiente. Escrito y dirigido por Kaichi Sato, y producido por Koji Iijima y Studio Deen y el productor ejecutivo Maki Terashima-Furuta, el episodio presenta una animación y un estilo de arte diferente al habitual, y está muy temático en torno al anime, específicamente Lone Wolf & Cub. El corto está protagonizado por Yōhei Tadano como Rick WTM-72 y Keisuke Chiba como Shogun Morty, la pareja que repite sus papeles del doblaje japonés de la serie animada.
Otro cortometraje de ocho minutos titulado Rick & Morty vs. Genocider se emitió sin previo aviso en Toonami el 26 de julio de 2020, debutando en YouTube un poco después. Escrito y dirigido por Takashi Sano, producido por Sola Entertainment, animado en Telecom Animation Film, y protagonizado por Tadano y Chiba como Rick y Morty, Manabu Muraji como Jerry, AI Driver y Hologram Transvestite, y Yuki Minami como Hologram Girl, el episodio que explora el conflicto entre el presidente Morty y Rick C-137.
Un tercer cortometraje, titulado Summer Meets God (Rick Meets Evil) y también escrito y dirigido por Takashi Sano, se estrenó en YouTube el 2 de agosto de 2021 y se emitió en Adult Swim al día siguiente. Un cuarto cortometraje, titulado The Great Yokai Battle of Akihabara, dirigido por Masaru Matsumoto y escrito por Naohiro Fukushima, se estrenó en YouTube el 10 de octubre de 2021 y se emitió en Adult Swim al día siguiente. Un quinto cortometraje, titulado Samurai & Shogun Part 2 y con el regreso de Kaichi Sato de Samurai & Shogun como escritor y director, fue lanzado en YouTube el 12 de noviembre de 2021 como Adult Swim Festival.

### Desarrollo
En mayo de 2022, Adult Swim anunció un pedido de 10 episodios para Rick y Morty: The Anime, una serie de televisión de anime dirigida por Takashi Sano en Telecom Animation Film.

## Cortometrajes
| N.º en serie | N.º en temp. | Título                                | Dirigido por     | Escrito por       | Fecha de emisión original |
| --- | ------------ | ------------------------------------- | ---------------- | ----------------- | ------------------------- |
| 1 | 1            | «Samurai & Shogun»                    | Kaichi Sato      | Kaichi Sato       | 29 de marzo de 2020       |
| En el Japón feudal, Shogun Rick es un samurai solo que protege su barrio, Morty. Después de un momento tranquilo juntos, son emboscados por un grupo de ninja Ricks que exigen la rendición de Morty. Shogun Rick se niega, lo que lleva a una batalla brutal y empapada de sangre. Rick derrota hábilmente ola tras ola de enemigos, utilizando tanto armas samuráis tradicionales como tecnología avanzada oculta dentro de su cuerpo. La batalla se intensifica a medida que los ninjas Ricks llaman a los refuerzos, pero Shogun Rick continúa luchando valientemente, incluso cuando está muy superado en número. Finalmente, Rick usa una pistola de portal para escapar con Morty, dejando atrás un rastro de destrucción. El corto termina con Rick y Morty continuando su viaje, su vínculo se solidificó por la desgarradora experiencia.                       |              |                                       |                  |                   |                           |
| 2 | 2            | «Rick and Morty vs. Genocider»        | Takashi Sano     | Takashi Sano      | 26 de julio de 2020       |
| Ambientado en Tokio, el corto comienza con Morty recibiendo una llamada de un misterioso grupo conocido como Genocidizo, que revela que Rick está planeando borrar a todos los Mortys de la existencia. Morty se apresura a encontrar a Rick, que está ocupado desmantelando la línea de tiempo del universo para proteger a su familia. A medida que Morty se enfrenta a Rick, la situación se convierte en un caos, revelando que esta versión de Rick es en realidad un «Genocider» que cosecha Mortys con fines nefastos. Mientras Morty lidia con esta revelación, Rick se sacrifica para salvar a su nieto, lo que provoca una reacción en cadena que altera la realidad. Al final, Morty se despierta en su cama, inseguro de si los eventos fueron reales o un sueño, dejando la narrativa abierta a la interpretación.                                           |              |                                       |                  |                   |                           |
| 3 | 3            | «Summer Meets God (Rick Meets Evil)»  | Takashi Sano     | Takashi Sano      | 2 de agosto de 2021       |
| Summer forma una relación con una entidad poderosa y divina que se manifiesta como su teléfono inteligente. A medida que la entidad comienza a conceder todos los deseos de Summer, la realidad comienza a derderse a su alrededor. Mientras tanto, Rick se enfrenta a una versión malvada de sí mismo, que se revela como un subproducto de los deseos más oscuros de Rick. Los dos Ricks se involucran en una batalla cerebral y física, con el destino de su universo en juego. Los nuevos poderes de Summer la llevan a darse cuenta de la naturaleza corrupta del poder absoluto. En un momento culminante, Summer rechaza la entidad divina, restaurando el equilibrio en el universo. Rick derrota a su malvado homólogo, pero el corto termina en una nota sombría, lo que refleja el costo de sus batallas y la soledad existencial a la que ambos se enfrentan. |              |                                       |                  |                   |                           |
| 4 | 4            | «The Great Yokai Battle of Akihabara» | Masaru Matsumoto | Naohiro Fukushima | 10 de octubre de 2021     |
| Rick y Morty viajan a Akihabara, el famoso distrito de electrónica de Tokio, para arreglar una tostadora. Sin embargo, su simple recado se convierte en un caos cuando Rick enoja a un grupo de yokai, criaturas sobrenaturales del folclore japonés, usando una parte alienígena ilegal. El ataque de yokai, que condujo a una frenética batalla por las calles de Akihabara. Rick usa varios aparatos para combatir a los yokai, mientras que Morty lucha por mantenerse al día. En medio del caos, se encuentran con un yokai con una venganza personal contra Rick. La batalla culmina en un enfrentamiento en una tienda de electrónica, donde Rick finalmente derrota al yokai usando un truco inteligente. Con la tostadora arreglada y el yokai sometido, Rick y Morty se van de Akihabara, reflexionando sobre la extraña aventura que acaban de sobrevivir.     |              |                                       |                  |                   |                           |
| 5 | 5            | «Samurai & Shogun Part 2»             | Kaichi Sato      | Kaichi Sato       | 12 de noviembre de 2021   |
| La secuela de «Samurai & Shogun». Shogun Rick y Morty continúan su viaje a través de un paisaje desgarrado por la guerra, pero su paz es de corta duración, ya que son emboscados por un grupo de ninjas Ricks. La batalla es aún más intensa que antes, con el Shogun Rick llevado a sus límites. Mientras luchan, la relación entre Rick y Morty se profundiza, mostrando los instintos paternos de Rick y el creciente coraje de Morty. A pesar de las probabilidades abrumadoras, Rick y Morty logran derrotar a sus enemigos a través de una combinación de estrategia y fuerza bruta. El corto termina con un momento conmovedor entre Rick y Morty, destacando el precio que sus batallas han cobrado sobre ambos, pero también el vínculo inquebrantable que comparten.                                                                                           |              |                                       |                  |                   |                           |

## Episodios
| N.º en serie | N.º en temp. | Título                      | Dirigido por | Escrito por  | Fecha de emisión original | Audiencia (millones) |
| ------------ | ------------ | --------------------------- | ------------ | ------------ | ------------------------- | -------------------- |
| 1            | 1            | «Girl Who Manipulates Time» | Takashi Sano | Takashi Sano | 16 de agosto de 2024      | 0.192                |
| 2            | 2            | «Fighting Mother»           | Takashi Sano | Takashi Sano | 23 de agosto de 2024      | N/A                  |
| 3            | 3            | «Alien Elle»                | Takashi Sano | Takashi Sano | 30 de agosto de 2024      | N/A                  |
| 4            | 4            | «Memories»                  | Takashi Sano | Takashi Sano | 6 de septiembre de 2024   | N/A                  |

## Recepción
El público general criticó la animación de esta serie resaltando que «luce terrible».